# Csépa
Csépa község Jász-Nagykun-Szolnok vármegyében, a Kunszentmártoni járásban.

## Fekvése
A község a Tiszazugban helyezkedik el, a Tisza bal partján. Szomszédai: észak felől Tiszakürt, északkelet felől Cserkeszőlő, kelet felől Szelevény, dél felől Csongrád (a folyó túlpartján), nyugat felől Tiszasas, északnyugat felől pedig Tiszaug.

### Megközelítése
Központján kelet-nyugati irányban végighalad a Tiszaugtól Kunszentmárton határszéléig vezető, mindkét végpontján a 44-es főúthoz csatlakozó 4511-es út, ezen érhető el a legegyszerűbben Kecskemét és Kunszentmárton-Szarvas felől is. Északi irányból, Tiszakürt felől a 4514-es út vezet a községbe, Csongrád felől pedig a 4513-as úton közelíthető meg a település.
Vasúton a MÁV 146-os számú Kiskunfélegyháza–Kunszentmárton-vasútvonalán érhető el; Csépa vasútállomás a település északi szélén, Tiszasas megállóhely és Szelevény megállóhely között található.

### Éghajlata
Csépa éghajlata száraz, mérsékelten meleg. Az északi, északnyugati szélirány az uralkodó. A csapadék rendkívül egyenlőtlen eloszlása rányomja bélyegét az adott év termésre, vagyis a betakarított gabona és leszüretelt szőlő mennyisége és minősége nagyban függ a csapadék eloszlásától.

## Története
Csépa neve az István személynév név régies alakját, a Csépán vagy Csépány nevet őrzi.
A térség első lakosai a kőkori (neolit kori) Körös kultúrához tartoztak, és a bronzkorban is lakott terület volt. Kimutatható a szkíták, szarmaták, hunok és avarok településeinek nyomai is.
A honfoglalás után Tiszazugon a Megyer törzs és Ond vezér osztozott.
Szent László magyar király alatt a vidék egy részét az egri püspökség szerezte meg.
Habár a Csépa névvel csak a 15. században, (1406-ban) találkozunk, a falu területén korábban három település is állt: Pókaháza (1261-ben Pokah alakban írva), Himód (1330-ban Hymud írásmóddal) és Vaja (1330-ban Woya írásmóddal).

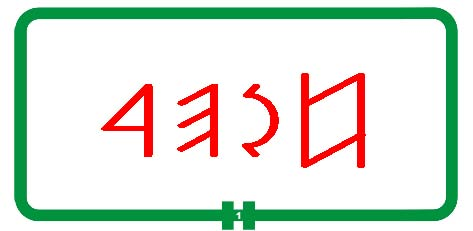
Csépa község neve székely-magyar rovással.

II. Ulászló magyar király a falut Szelevénnyel együtt Pest vármegyéhez csatolta. 
Gyula törökök általi elfoglalása után az egész Tiszazug török uralom alá került, 1664-ben már elhagyatott helységként tüntették fel az adománylevelek.
Az 1721-22-ben újra, elsősorban palócokkal benépesített Csépa már Heves és Külső-Szolnok vármegyéhez tartozott. A többségében római katolikus lakosság 1729-ben Szent Jakab tiszteletére vályogból épített templomot, a ma is látható templom csak 1789-ben készült el.

## Közélete

### Polgármesterei
- 1990–1994: Nagy Ferenc (Vállalkozók Pártja)[3]
- 1994–1998: Dr. Botka János (független)[4]
- 1998–2002: Dr. Botka János (Fidesz-FKgP)[5]
- 2002–2006: Fialka György (független)[6]
- 2006–2010: Fialka György (független)[7]
- 2010–2014: Fialka György (független)[8]
- 2014–2019: Fialka György Péter (független)[9]
- 2019–2024: Pintér Csaba Gábor (Fidesz-KDNP)[10]
- 2024– : Pintér Csaba Gábor (Fidesz-KDNP)[1]

## Népesség
A település népességének változása:
| Lakosok száma | 1669 | 1637 | 1600 | 1567 | 1623 | 1547 | 1581 |
|               | 2013 | 2014 | 2017 | 2021 | 2022 | 2023 | 2024 |

A 2011-es népszámlálás során a lakosok 82,6%-a magyarnak, 12% cigánynak, 0,9% románnak, 0,2% németnek mondta magát (17,3% nem nyilatkozott; a kettős identitások miatt a végösszeg nagyobb lehet 100%-nál). A vallási megoszlás a következő volt: római katolikus 60,4%, református 5,3%, evangélikus 0,8%, görögkatolikus 0,7%, felekezeten kívüli 9,8% (21,7% nem nyilatkozott).
2022-ben a lakosság 86,7%-a vallotta magát magyarnak, 7,1% cigánynak, 0,9% románnak, 0,5% németnek, 0,4% ukránnak, 0,1-0,1% ruszinnak és szlováknak, 0,8% egyéb, nem hazai nemzetiségűnek (12,9% nem nyilatkozott; a kettős identitások miatt a végösszeg nagyobb lehet 100%-nál). Vallásuk szerint 43,2% volt római katolikus, 4,7% református, 0,4% ortodox, 0,3% evangélikus, 0,2% görög katolikus, 0,8% egyéb keresztény, 0,3% egyéb katolikus, 11,7% felekezeten kívüli (38% nem válaszolt).

## Nevezetességei
- A Csépai-fertő 67 hektáros területén a nádas növényzet uralkodik, a szélein zsiókás övezet húzódik, gazdag az állatvilága is. Védett terület, de szabadon látogatható.
- Helytörténeti és óvodatörténeti kiállítás (előzetes bejelentkezéssel látogatható).
- Több tiszai holtág, horgászok által előszeretettel látogatott hely.

## Gazdasága
Csépa gazdasága hasonló a környék többi településéhez. Csépa lakosai a középkortól kezdve elsősorban földművelésből élnek. A földművelésen belül a gabonatermesztés játssza a legnagyobb szerepet a település lakóinak életében, a rétek és legelők kisebb jelentőséggel bírnak. Csépa északi, homokos talajú táján jelentős szőlőtermesztés folyik: kékfrankost, kékportót és Cabernet sauvignont termelnek.

## A település híres szülöttei
- 1768-ban Czucz István (Tzutz István) ügyvéd, költő
- 1836-ban Aradi Gerő színész, színigazgató
- 1848-ban Lippich Gusztáv főispán, a szolnoki művésztelep alapítója
- 1925-ben Orosz László irodalomtörténész

## Képek

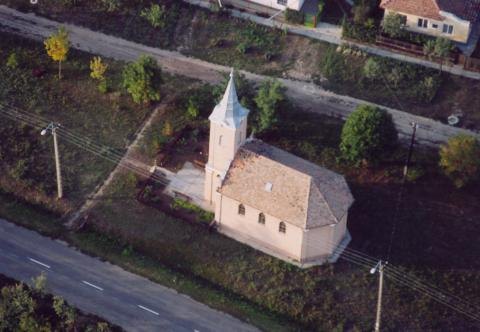
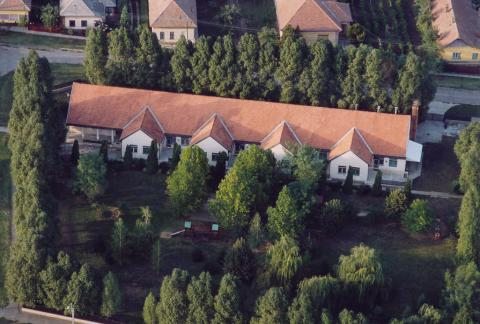